# Synasterope
Synasterope is een geslacht van kreeftachtigen uit de klasse van de Ostracoda (mosselkreeftjes).

## Soorten
- Synasterope arnaudi Kornicker, 1975
- Synasterope bassana Poulsen, 1965
- Synasterope bathyalis Chavtur, 1983
- Synasterope bensoni Kornicker & Caraion, 1974
- Synasterope brachythrix Kornicker, 1975
- Synasterope brevisetae Hartmann, 1985
- Synasterope browni Kornicker & Iliffe, 2000
- Synasterope calix Kornicker, 1992
- Synasterope cushmani Kornicker, 1974
- Synasterope delta Kornicker, Harrison-Nelson & Coles, 2007
- Synasterope dimorpha (Hartmann, 1965) Kornicker, 1975
- Synasterope duplex Kornicker, 1975
- Synasterope empontseni Kornicker, 1975
- Synasterope empoulseni Kornicker, 1975
- Synasterope helix Kornicker, 1989
- Synasterope hirpex Kornicker, 1989
- Synasterope implumis Poulsen, 1965
- Synasterope index Kornicker, 1989
- Synasterope knudseni Poulsen, 1965
- Synasterope longiseta Poulsen, 1965
- Synasterope matrix Kornicker, Iliffe & Harrison-Nelson, 2007
- Synasterope mystax Kornicker, 1975
- Synasterope mystix Kornicker, 1975
- Synasterope norvegica (Sars, 1869)
- Synasterope oculata (Brady, 1902) Poulsen, 1965
- Synasterope phalanx Kornicker, 1989
- Synasterope polythrix Kornicker, 1975
- Synasterope poulseni (Hartmann, 1974) Hartmann & Petterson, 1978
- Synasterope psitticina (Darby, 1965)
- Synasterope quatrisetosa Poulsen, 1965
- Synasterope rangiroaensis (Hartmann, 1984)
- Synasterope serrata Poulsen, 1965
- Synasterope setispara (Kornicker, 1958)
- Synasterope setisparsa (Kornicker, 1958) Poulsen, 1965
- Synasterope solox Kornicker in Kornicker & Poore, 1996
- Synasterope williamsae Kornicker, 1986